# Gymnostomum calcareum
Gymnostomum calcareum là một loài rêu trong họ Pottiaceae. Loài này được Nees & Hornsch. mô tả khoa học đầu tiên năm 1823.